# Zīārat-e Kot-e Gorg
Zīārat-e Kot-e Gorg är en ort i Iran.   Den ligger i provinsen Kerman, i den sydöstra delen av landet, 1 000 km sydost om huvudstaden Teheran. Zīārat-e Kot-e Gorg ligger 622 meter över havet och antalet invånare är 414.
Terrängen runt Zīārat-e Kot-e Gorg är platt åt sydväst, men åt nordost är den kuperad. Runt Zīārat-e Kot-e Gorg är det glesbefolkat, med 17 invånare per kvadratkilometer. Närmaste större samhälle är Posht Lor, 14,6 km nordväst om Zīārat-e Kot-e Gorg. Trakten runt Zīārat-e Kot-e Gorg består till största delen av jordbruksmark.